# Michael Richter (Fußballspieler)
Michael Richter (* 2. Dezember 1965) ist ein ehemaliger deutscher Fußballspieler und Journalist.

## Karriere
Richter begann 1983 seine Profikarriere im Alter von 17 Jahren bei Arminia Bielefeld. Sein einziges Bundesliga-Spiel bestritt er am 1. Dezember 1984 gegen Werder Bremen, als er in der 68. Minute beim Stand von 2:2 für Rainer Wilk eingewechselt wurde. Das Spiel endete schließlich 4:3 für Bremen. Nach den beiden Spielzeiten 1983/84 und 1984/85 und dem Abstieg in die 2. Liga verließ er Bielefeld und wechselte zum 1. SC Göttingen 05 in die drittklassige Oberliga Nord.
Nach zwei Jahren wechselte Richter zum Ligakonkurrenten und Stadtrivalen SVG Göttingen 07. Dort spielte er sechs Jahre in der Oberliga-Mannschaft bis in der Spielzeit 1992/93 der Abstieg in die Landesliga erfolgte. Von 1993 bis 1997 spielte er noch für einen weiteren Göttinger Verein, den SC Weende.
Nach seiner aktiven Karriere widmete sich Richter journalistischen Tätigkeiten und ist aktuell Leiter der Regionalredaktion Nord des kicker-Sportmagazins.